# Ian Hunter (chính khách)
Ian Keith Hunter (sinh ngày 23 tháng 9 năm 1960) là một chính khách Úc, đại diện cho chi nhánh Nam Úc của Đảng Lao động Úc trong Hội đồng Lập pháp Nam Úc kể từ cuộc bầu cử tiểu bang 2006. Hunter phục vụ trong Nội các Nam Úc từ tháng 10 năm 2011 đến 2018.

## Đời tư
Hunter, 52 tuổi, kết hôn với đối tác lâu dài của mình, Leith Semmens, 42 tuổi, vào tháng 6 tại Jun, tỉnh Granada ở miền nam Tây Ban Nha vào ngày 19 tháng 12 năm 2012. Hunter là một người vô thần, và đã đóng góp một chương cho cuốn sách Vô thần của Úc năm 2010 về chủ đề "Nghị viện và cầu nguyện". Điều này theo sau những chỉ trích của giới truyền thông sau khi ông nói đến việc thực hành khai mạc quốc hội với lời cầu nguyện là "cổ xưa" và "lãng phí thời gian".